# Cratere Diarmuid
Diarmuid  è un cratere sulla superficie di Europa.